# Токаревка (Киевская область)
Токаревка (укр. Токарівка) — село, входит в Сквирский район Киевской области Украины на реке Березянка.
Население по переписи 2001 года составляло 270 человек. Почтовый индекс — 09041. Телефонный код — 4568. Занимает площадь 1,44 км². Код КОАТУУ — 3224088602.

## Местный совет
09041, Київська обл., Сквирський р-н, с. Шапіївка, вул. Ювілейна,1